# 오카와라촌 (교토부)
오카와라촌(일본어: 大河原村)은 일본 교토부 소라쿠군에 설치되었던 촌이다. 현재의 미나미야마시로촌 북부에 해당한다.